# Polycnemoideae
Polycnemoideae là một phân họ nhỏ trong họ thực vật Amaranthaceae, đại diện cho một dòng dõi tiến hóa cơ sở trong họ này. Khoảng 11-13 loài thực vật cổ còn sót lại phân bố tại đại lục Á Âu, Bắc Phi, châu Mỹ và Australia.

## Mô tả
Phân họ Polycnemoideae bao gồm các loài thân thảo nhỏ; một số loài gỗ hóa yếu và mọc giống như cây bụi. Phân họ này có thể phân biệt với các thành viên khác của họ Amaranthaceae bởi sinh trưởng thứ cấp thông thường. Các lá mọc so le hay đối, thường có dạng thẳng hay hình dùi. Các khí khổng của lá sắp xếp song song với gân giữa.
Hoa lưỡng tính mọc đơn độc ở nách lá bắc và hai lá bắc con. Bao hoa không dễ thấy được hình thành từ các cánh đài khô xác, giống như giấy, màu trắng hay hồng. Có một tới năm nhị với các chỉ nhị hợp nhất thành ống chỉ nhị ngắn nhưng khác biệt (giống như phân họ Amaranthoideae). Bao phấn với 1 thùy và 2 túi phấn
(hai ngăn, như phân họ Gomphrenoideae). Ở quả thì các cánh đài không bị biến đổi rõ nét.

## Kiểu quang hợp
Polycnemoideae là thực vật C3. Điều này được coi là đặc trưng nguyên thủy ở họ Amaranthaceae.

## Phân bố và tiến hóa
Polycnemoideae phân bố trong khu vực ôn đới của đại lục Á Âu (trung và nam châu Âu, Trung Á), tây bắc châu Phi, châu Mỹ) và Australia.
Polycnemoideae bắt đầu tách ra từ Amaranthaceae nghĩa hẹp trong thế Eocen. Vào giai đoạn chuyển từ thế Eocen sang thế Oligocen thì phân họ tách ra thành một dòng dõi ở Bắc bán cầu là tổ tiên của Polycnemum, và một dòng dõi chủ yếu sinh sống ở Nam bán cầu là tổ tiên của Nitrophila, Hemichroa và Surreya. Kết nối thông qua châu Nam Cực của các tổ tiên phương nam này được cho là đúng. Chi Nitrophila phát triển tại Nam Mỹ và sau đó phát tán tới Bắc Mỹ. Các chi trong phân họ này đã đa dạng hóa trong thế Miocen và thế Pliocen, với chỉ vài loài hiếm thấy dường như là thực vật cổ còn sót lại.

## Hệ thống học

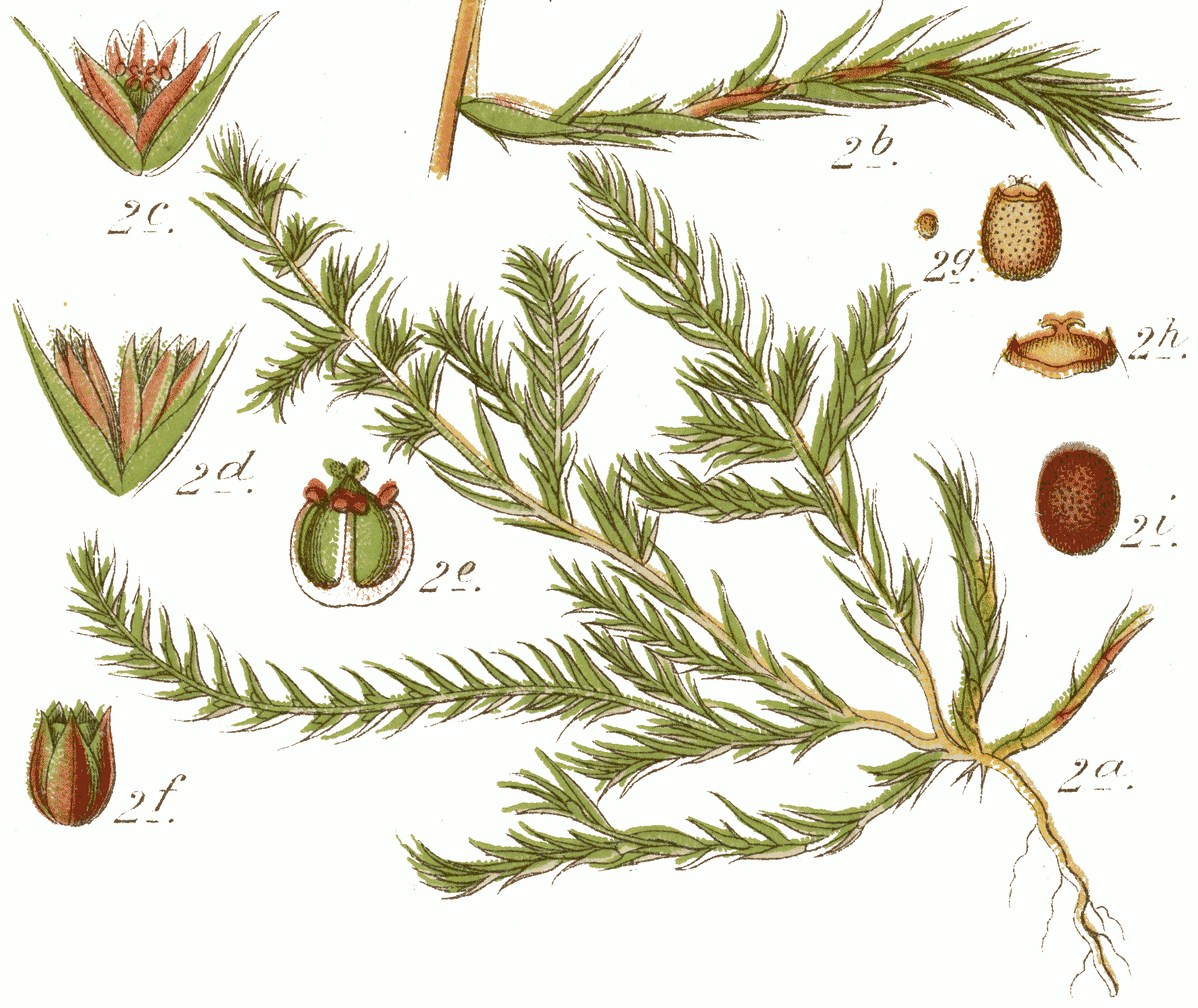
Hình minh họa Polycnemum arvense.

Vị trí của Polycnemoideae trong họ Amaranthaceae là vấn đề gây tranh cãi lâu dài. Đơn vị phân loại này được Dumortier công nhận năm 1827 như là tông Polycnemeae trong họ Chenopodiaceae (Florula Belgica). Sau đó nó được Moquin-Tandon coi là thuộc họ Amaranthaceae vào năm 1849  (trong Prodromus systematis naturalis.... Quyển 13). Oskar Eberhard Ulbrich nâng cấp nó thành phân họ vào năm 1934, một lần nữa là trong họ Chenopodiaceae (trong Engler & Prantl: Die natürlichen Pflanzenfamilien. Quyển 16c). Hiện tại, họ Chenopodiaceae được gộp trong họ Amaranthaceae nghĩa rộng.
Nghiên cứu phát sinh chủng loài đã phát hiện ra rằng Polycnemoideae đại diện cho dòng dõi tiến hóa cơ sở trong phạm vi họ Amaranthaceae.
Polycnemoideae bao gồm 1 tông là Polycnemeae, với 4 chi và 13 loài:
- Hemichroa R.Br. - 1 loài tại Australia:[2]
  - Hemichroa pentandra R.Br.
- Nitrophila S.Watson - 4 loài tại Bắc, Trung và Nam Mỹ:[2]
  - Nitrophila atacamensis (Phil.) Ulbr.
  - Nitrophila australis Chodat & Wilczek
  - Nitrophila mohavensis Munz & J.C.Roos
  - Nitrophila occidentalis (Moq.) S.Watson
- Polycnemum L. - 6 loài tại đại lục Á Âu và Bắc Phi:[2]
  - Polycnemum arvense L.
  - Polycnemum fontanesii Durieu & Moq.
  - Polycnemum heuffelii Láng
  - Polycnemum majus A.Braun ex Bogenh.
  - Polycnemum perenne Litv.
  - Polycnemum verrucosum Láng
- Surreya R.Masson & G.Kadereit - 2 loài tại Australia:[2]
  - Surreya diandra (R.Br.) R.Masson & G.Kadereit (đồng nghĩa Hemichroa diandra R.Br.)
  - Surreya mesembryanthema (R.Br.) R.Masson & G.Kadereit (đồng nghĩa Hemichroa mesembryanthema R.Br.)